# Бологово (Тверская область)
Болого́во — посёлок сельского типа в Андреапольском районе Тверской области. Центр Бологовского сельского поселения.

## География
Находится в 60 км к северо-западу от районного центра Андреаполь, между озёрами Бологово и Паршинское (Колпино), между которыми течёт ручей Уклеенка.

## История
Во 2-й половине XIX века территория посёлка относилась к Балагово-Наговской волости Холмского уезда Псковской губернии. В 1885 году здесь находились:
- погост Балагой (Бологое) при озере Балагое, 9 дворов, 31 житель, церковь православная
- усадьба Балагой (Андриково) при озере Колпине и ручье Укленке, 6 дворов, 5 жителей, водяная мельница

- В 1920—30-х годах здесь село Бологово (второе название — Серёжино).

в 1927 году в составе Ленинградской области был образован Бологовский район, и село стало райцентром. В 1929 году район передан в Западную область, а 20 сентября 1930 года упразднен, территория передана Ленинскому и Холмскому районам.
- С 1935 года село в составе Калининской области, Ленинский район (центр — п. Андреаполь).
- 1 июня 1936 года в составе Калининской области образован Серёжинский район с центром в селе Бологово, 23 августа 1944 года он передан в состав Великолукской области, 2 октября 1957 года опять вошёл в состав Калининской области, упразднен в январе 1960 года[3].

С 12 января 1965 относится к Андреапольскому району.

## Население
| 1939 | 1959  | 1996 | 2002 | 2010 |
| ---- | ----- | ---- | ---- | ---- |
| 735  | ↗1426 | ↘848 | ↘700 | ↘575 |

## Инфраструктура
Центральная усадьба совхоза «Серёжинский» (СПК «Надежда»).
В посёлке лесокомомбинат и лесничество, комбинат коммунальных предприятий, хлебокомбинат, маслозавод, филиал Западнодвинского СПТУ, средняя школа, памятник В. И. Ленину (1952), памятник воинам-землякам.

## Памятники
Братское кладбище советских воинов, погибших в боях 1941—1942 годов. Здесь похоронены генерал-майор Чудин Владислав Дмитриевич, командующий артиллерией 22-й армии и Голубков Павел Васильевич, 1-й секретарь Сережинского РК ВКП(б), комиссар партизанского отряда.

## Достопримечательности
- Полуостров Шершин Рог на Паршинском озере.
- Остров Шапка на Бологовском озере.
- Церковь Илии Пророка. Действующий деревянный храм, построен в 1999 году[6].